# Muttergottesgläschen

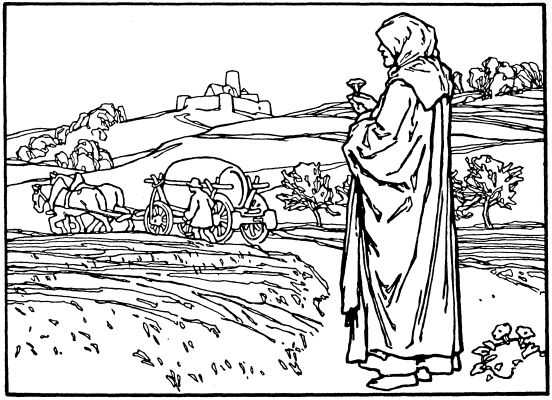
Illustration von Otto Ubbelohde, 1909

Muttergottesgläschen ist der Titel der siebten Kinderlegende im Anhang der Kinder- und Hausmärchen der Brüder Grimm (KHM 207). Dort schrieb sich der Titel Mutter-Gottes-Gläschen. Die Legende erklärt den umgangssprachlichen Namen der Acker-Winde.

## Inhalt

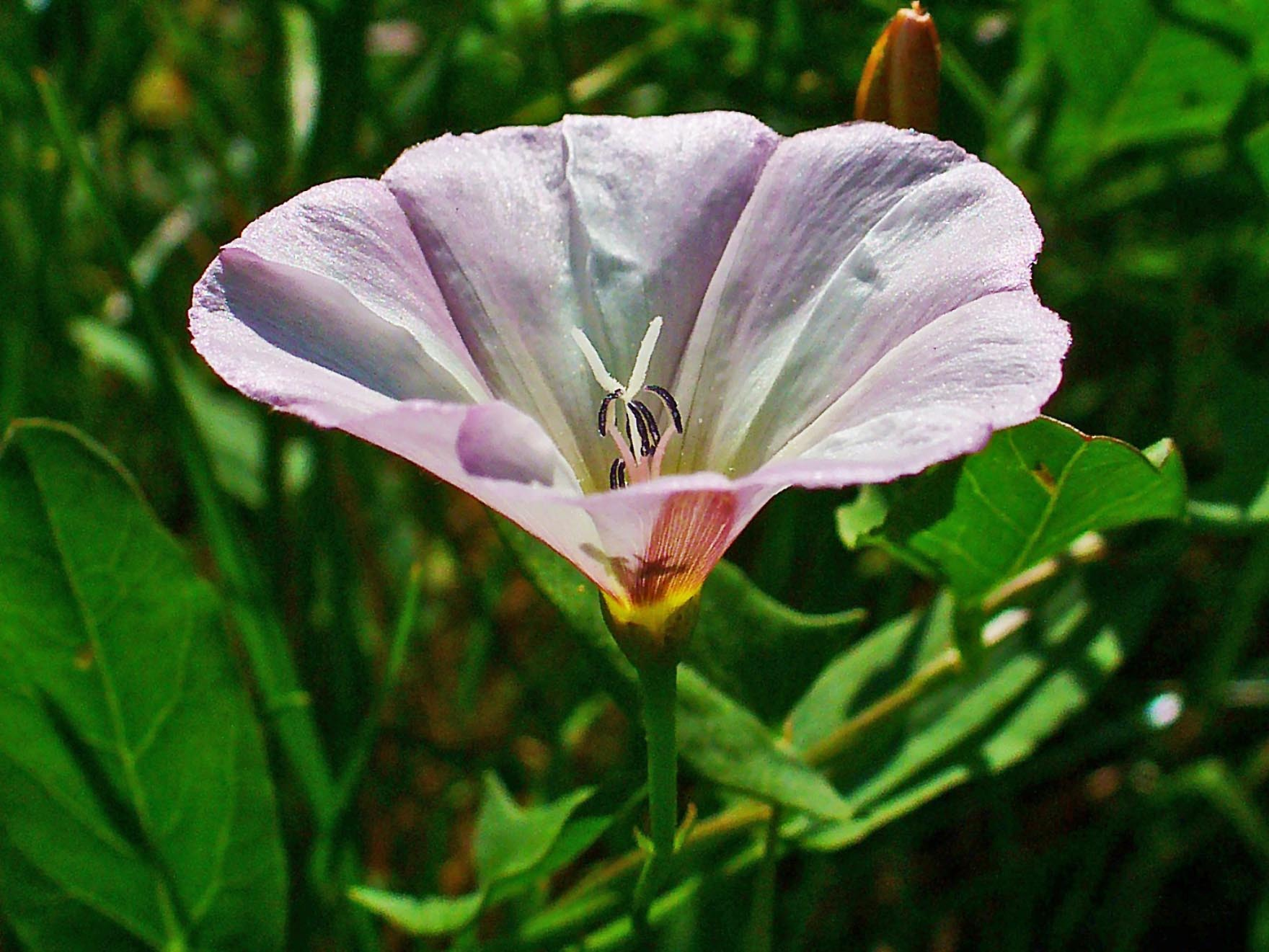
Muttergottesgläschen mit seiner trichterförmigen Blüte

Ein Fuhrmann steckt mit seinem schweren Weinkarren fest. Da kommt die Mutter Gottes und bietet ihre Hilfe an – für ein Glas Wein, denn sie ist müde und durstig. Der Fuhrmann gibt es ihr gern. Weil er aber kein Glas zur Hand hat, bedient sich die Mutter Gottes zum Trinken einer kelchförmigen Blume namens Ackerwinde. Die Ackerwinde heißt seitdem im Volksmund „Muttergottesgläschen“.

## Herkunft
Der Text steht ab der 2. Auflage (1819) als Kinderlegende Nr. 7, laut Grimms Anmerkung „aus dem Paderbörnischen“ von Familie Haxthausen.